# قره‌بلاغ (تکاب)
قره‌بلاغ، روستایی از توابع بخش تخت سلیمان شهرستان تکاب در استان آذربایجان غربی ایران است.

## جمعیت
این روستا در دهستان چمن قرار دارد و براساس سرشماری مرکز آمار ایران در سال ۱۳۹۵، جمعیت این روستا برابر با ۱۶۵ نفر (۵۲ خانوار) بوده‌است. 

## زبان و مذهب
اهالی این روستا به زبان ترکی آذربایجانی تکلم کرده و همگی شیعه اثنی عشری می‌باشند.